# 乌尼昂
乌尼昂（葡萄牙語：União）是巴西皮奥伊州的一个市镇。总面积1173.447平方公里，总人口41744人，人口密度35.6人/平方公里。